# Kleine Stubenfliege
Die Kleine Stubenfliege (Fannia canicularis) ist eine Fliege aus der Familie der Fanniidae.

## Beschreibung
Die schlanke Fliege erreicht eine Länge von vier bis sechs Millimeter. Der Kopf der Männchen wird fast vollständig von den weißumrandeten Augen eingenommen, bei den Weibchen dagegen stoßen die Augen nicht aneinander. Der braungraue Thorax besitzt bei den Männchen drei schwarze Längsstreifen, bei den Weibchen ist diese Zeichnung viel undeutlicher. 
Das Abdomen ist an der Basis auf den Segmenten zwei bis vier durchscheinend gelb und am Ende dunkelbraun. Die dunklen Trapezflecken der Männchen sind bei den Weibchen kaum erkennbar, die Schwingkölbchen erscheinen gelblich.

## Entwicklung
In Paketen bis zu 50 Eiern legen die Weibchen hunderte, bisweilen bis zu 2.000 Eier. Die lappenförmige Anhänge besitzenden Eier werden in sehr feuchte, faulende Stoffe abgelegt, zum Beispiel feuchten Dung, Hundekot, Kuhfladen, Gülle, Fäkaliengruben, Küchenabfälle wie faulende Kartoffeln oder Rüben, Silage und Kompost, aber auch in Biotonnen, Mülldeponien, Käse, Speck und Trockenfisch. Bei 24–27 °C schlüpfen die Larven innerhalb von 24 bis 48 Stunden. Bei günstiger Temperatur (um 30 °C) dauert die Entwicklung vom Ei bis zum Vollinsekt nur 7 Tage. Die hellbraunen, flachen, bis zu sechs Millimeter langen Maden tragen auf jedem Körperring auf den Seiten und auf dem Rücken ein Paar mit Dörnchen besetzte fadenförmige Körperanhänge. Diese Fortsätze, die auch bei den Puppen zu finden sind, ermöglichen ihnen die Fortbewegung in flüssigen Substanzen. Durch ihre Anhängsel können die Maden und die Puppen früh von den glatten Maden und Puppen der Großen Stubenfliege (Musca domestica) unterschieden werden. 
Die Larvenentwicklungdauer beträgt sieben bis zehn Tage, die Puppenphase vier bis sechs Tage. Die gesamte Entwicklungsdauer der Kleinen Stubenfliege beträgt je nach Temperatur 7 bis 30 Tage. Die Überwinterung erfolgt im Larven- oder Puppenstadium.

## Verhalten
Die Fliegen haben eine Lebenserwartung von zwei bis drei Wochen. In Mitteleuropa können pro Jahr rund sieben Generationen entstehen. Sie halten sich oft auf Kot und Wirbeltierleichen auf und saugen daran. Wegen ihres Pendelns zwischen Kot und Lebensmitteln gilt die Art als möglicher Krankheitsüberträger. 
Von Mai bis Oktober kommt die Kleine Stubenfliege häufig in Gebäude und fällt hier durch ihren eigentümlichen, lautlosen Rundflug in der Zimmermitte auf, mit dem sie von der Decke herabhängende Gegenstände, besonders Lampen, umkreist. Dabei wechselt sie ruckartig die Flugrichtung. Es handelt sich hier um einen Patrouillenflug, mit dem die Männchen ihr Revier überwachen und gegebenenfalls Eindringlinge angreifen. Während kurzer Ruhepausen und in den Nachtstunden sitzen die Fliegen an diesen Gegenständen und hinterlassen dort kleine Kotflecken. Im Freien sind es in der Regel Baumkronen, die den Fliegen für ihre Schwarmtänze dienen.